# فرن کاربیا
فرن کاربیا (انگلیسی: Fran Carbià؛ زادهٔ ۳۱ مارس ۱۹۹۲) بازیکن فوتبال اهل اسپانیا است.